# Região Geoadministrativa de Mamanguape
A Região Geoadministrativa de Mamanguape é uma região geoadministrativa brasileira localizada no estado da Paraíba. É formada por 12 municípios e foi instituída pela lei nº 8.950 de 4 de novembro de 2009.
Seus gerentes regionais são Gilson Pereira da Silva, Nelson Benedito dos Santos e Silvoneto.

## Municípios
- Baía da Traição
- Capim
- Cuité de Mamanguape
- Curral de Cima
- Itapororoca
- Jacaraú
- Lagoa de Dentro
- Mamanguape
- Marcação
- Mataraca
- Pedro Régis
- Rio Tinto